# Navio

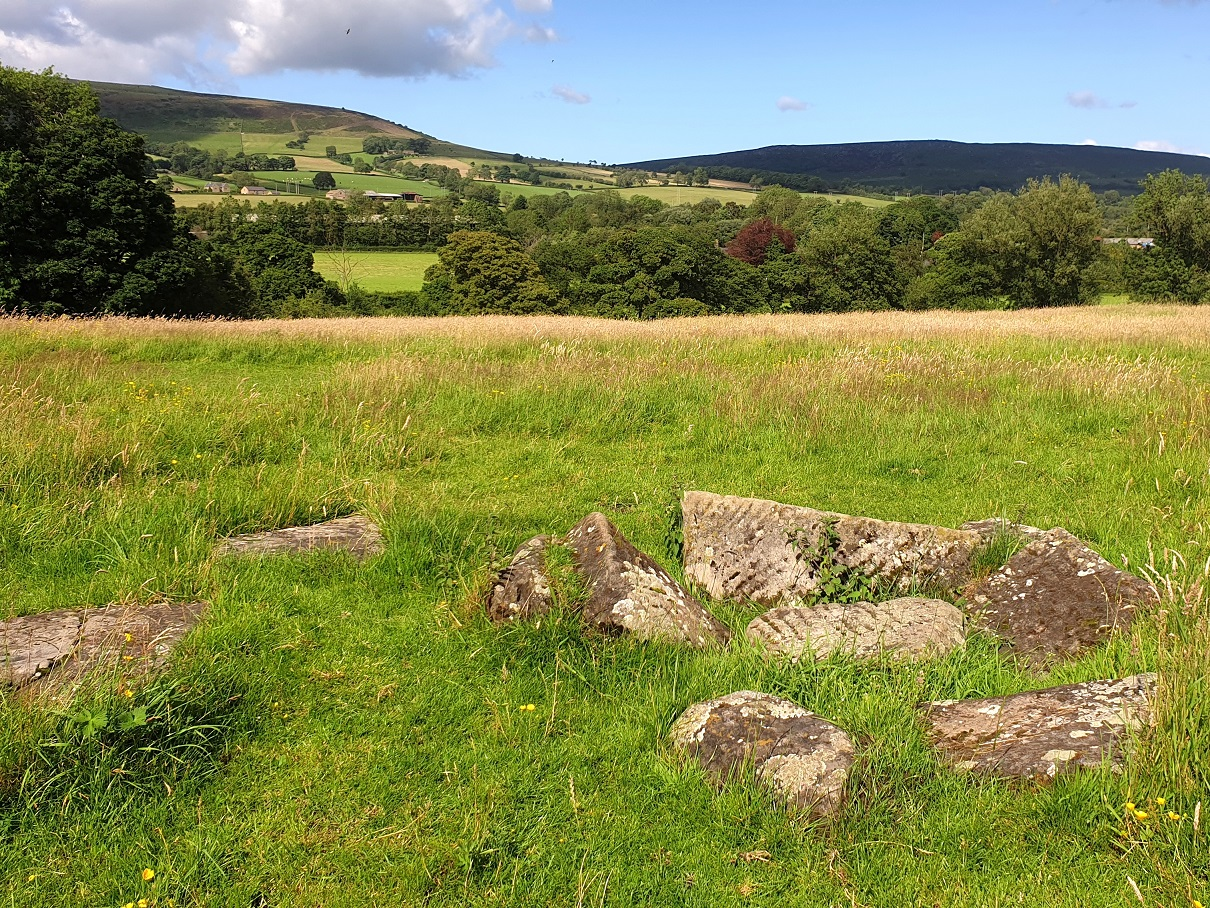
Sito del forte romano di Navio (Brough-on-Noe)

Navio (Brough-on-Noe) era un forte romano a guardia di una stretta ansa del fiume Noe vicino Hope, Derbyshire, Inghilterra. 
La cittadina è menzionata come "Nauione" nella Cosmografia ravennate (700 d.C.) vicino al fiume "Anava" (fiume Noe).
Un altare in pietra dedicato alla dea Arnomecta (Arnemezia), che aveva una sorgente termale a lei sacra a Buxton, reca questa iscrizione:
DEAE ARNOMECTE AEL MOTIO V S L L M
(in lingua italiana: "Alla dea Arnomecta, Elio Mozio assolse il voto lieto volentieri e meritatamente".)
Il forte proteggeva le strade romane di Doctor's Gate a nord-ovest verso il forte di Melandra (Glossop), la Port Way a sud e Batham Gate tra il forte di Templeborough e Aquae Arnemetiae. Questa è una strada importante per l'accesso ai siti di produzione del piombo nel Peak District.